# 人面桃花 (1995年電視劇)
《人面桃花》是1995年中國電視公司八點檔連續劇，製作單位永真電視電影，製作人周遊、李朝永，主演馬景濤、林以真、何晴，1995年5月5日舉行試片會、5月8日首播。

## 取景地點
1994年4至5月此劇在西安拍攝，其中興慶宮、曲江春曉園（現為唐大慈恩寺遺址公園）、杜曲桃溪堡等地均有取景。男主角馬景濤在當地拍攝此劇時因為此前多部熱門劇集受到歡迎，引起很大轟動，西安不少市民、學生甚至保安人員都會找他簽名合影。

## 播出時間
| 頻道 | 所在地 | 播出日期     | 播出時間 |
| ---- | ------ | ------------ | -------- |
| 中視 | 臺灣   | 1995年5月8日 |          |

## 演員陣容
| 演員   | 角色   |
| 馬景濤 | 崔護   |
| 林以真 | 周桃兒 |
| 何晴   | 楊金瑤 |
| 龐祥麟 | 楊炎   |
| 謝屏楠 | 魚朝恩 |
| 金塗   | 盧杞   |
| 孟元   | 周老爹 |
| 尹寶蓮 | 沈婆婆 |
| 尤國棟 | 李适   |
| 張桂榮 | 楊夫人 |
| 李殿馨 | 楊金鳳 |
| 彭偉華 | 路昭   |

## 電視節目的變遷
| 中視     | 中視                       | 中視 |
| -------- | -------------------------- | ---- |
|          | 人面桃花 （1995年5月8日~） |      |
| 愛在他鄉 | —                          |      |